# Wolf Creek 2
Série
Wolf Creek
(2005)
Pour plus de détails, voir Fiche technique et Distribution.
Wolf Creek 2, ou Terreur à Wolf Creek 2 au Québec, est un film d'horreur australien coproduit, coécrit et réalisé par Greg McLean sorti en 2013. Il s'agit d'une suite à Wolf Creek réalisé aussi par Greg McLean et sorti directement en DVD en 2015.

## Synopsis
Un jeune couple de touristes allemands, Katarina Schmidt et Rutger Enqvist, font la traversée de l'Australie en auto-stop. Ils visitent le site du cratère de Wolfe Creek. N'ayant pas réussi à trouver de voiture pour les emmener ils décident de dormir sur place dans leur tente.
Ils sont réveillés par Mick, un bushman psychopathe, qui leur propose de les déposer au camping le plus proche, leur déclarant qu'ils se trouvent dans un parc national où il est interdit de camper. Les deux jeunes campeurs refusent poliment la proposition de Mick Taylor, effrayés par son comportement, lui annonçant qu'ils partiront à pied le lendemain matin. Enragé par leur refus, Mick les attaque sauvagement.
Katarina tente de prendre la fuite et de rejoindre une route et elle tombe sur la jeep de Paul Hammersmith, un jeune vacancier britannique venu faire du surf. Ce dernier l’emmène avec lui dans sa voiture, ne comprenant pas les cris de la jeune Allemande. Au volant de son camion, Mick les rattrape, bien décidé à pourchasser Paul, qui s'est mis entre lui et sa proie...

## Fiche technique
- Titres français et original : Wolf Creek 2
- Titre québécois : Terreur à Wolf Creek 2
- Réalisation : Greg McLean
- Scénario : Greg McLean et Aaron Sterns
- Direction artistique : Robert Webb
- Décors : Obie O'Brien
- Costumes : Nicola Dunn
- Photographie : Toby Oliver
- Son :
- Montage : Sean Lahiff
- Musique : Johnny Klimek
- Production : Helen Leake, Greg McLean et Steve Topic
- Société(s) de production : Emu Creek Pictures
- Société(s) de distribution :  Screen Australia
- Budget :
- Pays d’origine :  Australie
- Langue originale : Anglais
- Format : couleur -
- Genre : Film d'horreur
- Durée : 105 minutes
- Dates de sortie :
- Italie : Mostra de Venise 2013
- Classification : interdit aux moins de 16 ans.

## Distribution
- John Jarratt (V. Q. : Mario Desmarais) : Mick Taylor
- Ryan Corr (V. Q. : Nicolas Charbonneaux-Collombet) : Paul Hammersmith
- Shannon Ashlyn (V. Q. : Véronique Clusiau) : Katarina Schmidt
- Phillipe Klaus : Rutger Enqvist
- Gerard Kennedy : Jack
- Annie Byron : Lil
- Shane Connor (V. Q. : Denis Roy) : L'officier de police Gary Bulmer Jr.
- Ben Gerrard : L'adjoint Brian O'Connor
- Chloé Boreham : Lucille

Source : Doublage Québec

## Distinctions

### Nominations
- Mostra de Venise 2013 : sélection hors compétition